# Lemker

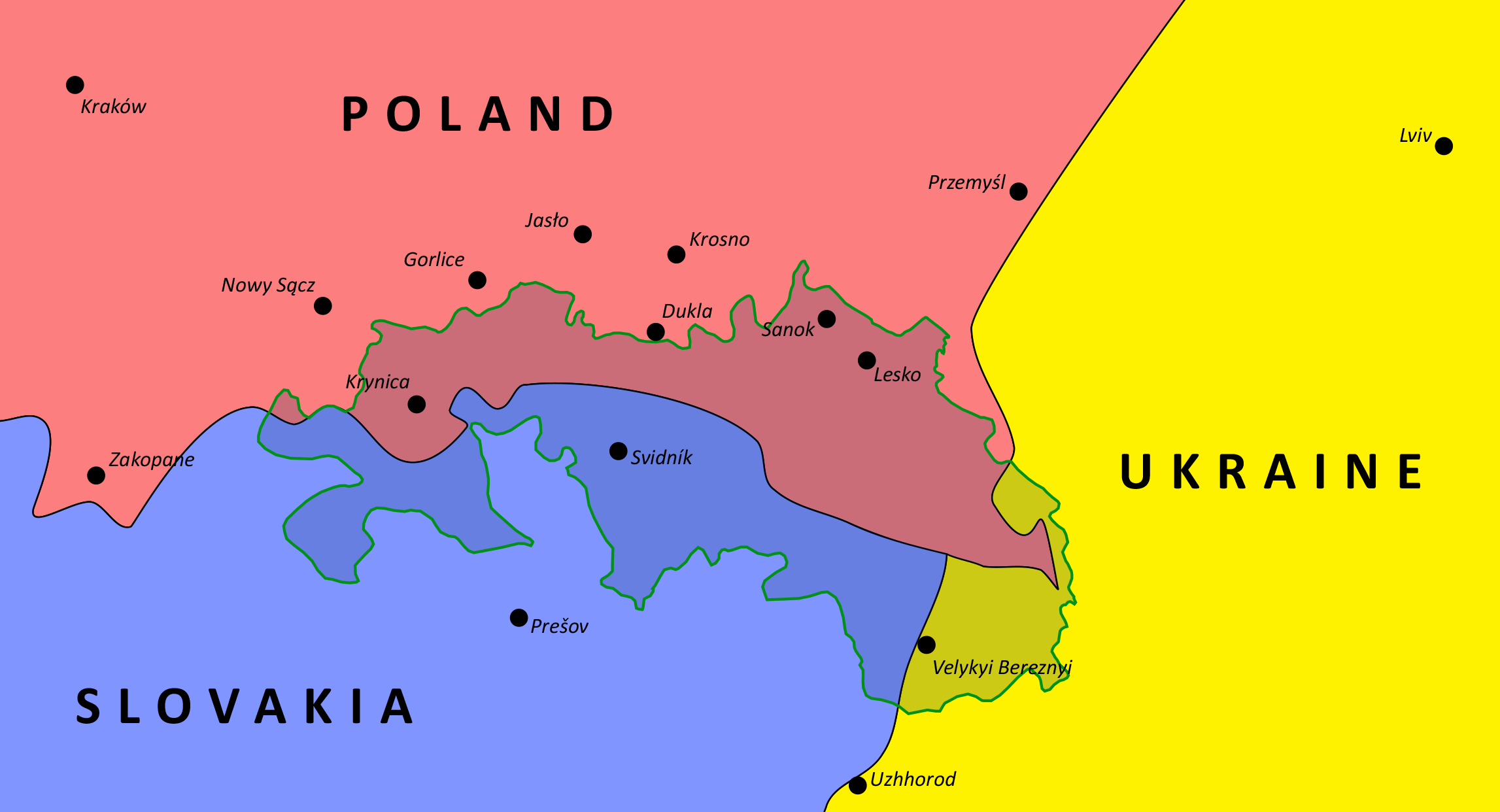
Karta över Lemko-regionen

Lemker, eller rusiner eller rusnjaker som de själva kallar sig, finns omnämnda redan på 1200-talet och är en östslavisk folkstam som lever vid den del av östra Karpaterna, som kallas Beskiderna, i västra Ukraina och östra Polen samt i det angränsande Slovakien och Ungern. De bor väster om Bojkenland. Namnet lemker sägs komma från deras flitiga användning av ordet "lem" som på deras dialekt betyder blott, bara. Enligt Morgan Nilsson, 2003, Rusyner, lemker och kasjuber – centraleuropeiska , minoritetsfolk i ett utvidgat EU ,  benämner gruppen lite annorlunda "Vidare kallas rusinerna i Polen som regel lemker, de ukrainska rusinerna kallas bojker invid den polska gränsen medan de kallas hutsuler invid den rumänska gränsen". Ibörjan av 1900-talet uppskattades lemkernas antal vara 100.000.
Uppskattningen av antalet varierar idag mellan 50.000-150.000.

Huvudorter i lemkernas bosättningsområden är de små städerna Sanok och Krynica-Zdrój på den polska sidan av gränsen, ett tiotal mil från Zakopane. Under 1500-talet kom de att ansluta sig till grekisk-katolska eller uniatiska kyrkan och just trostillhörigheten har betytt mycket för folkstammens etniska identitet. 

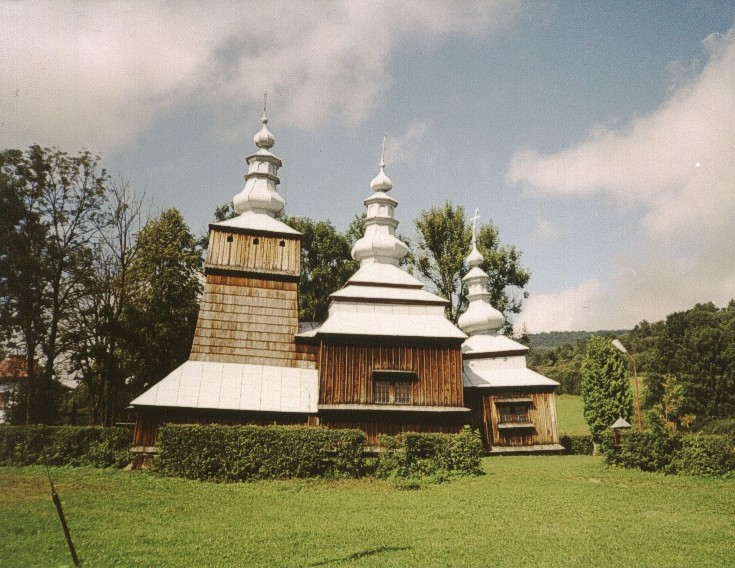
Lemkisk kyrka i polska Beskiderna

Lemkerna har alltid varit kända för sina ålderdomliga seder och bruk. De har in i våra dagar bevarat speciella bröllops- och dopritualer och pojkarna har till exempel traditionellt kalklippts när de fyllt 7 år. De har även avvikit från sina grannar genom sina karakteristiska folkdräkter. Eftersom lemkerna levt i avlägset belägna bergsområden har de tvingats att söka arbeten utanför hemorterna. På somrarna begav sig både män och kvinnor ned till slätterna för att hjälpa till i jordbruksarbetena och på hösten vände de åter. De brukade också handla med kreatur och förde under den österrikiska tiden dessa så långt som till Mähren och Wien. 
Redan på 1860-talet hade lemker börjat söka sig till USA. En stor utvandring skedde omkring 1900 till Amerika däribland Andy Warhol vars föräldrar, Warchola, kom från byn Miková i Slovakien. Denna utvandring fortsatte och när den polska republiken bildades efter första världskriget flyttade många lemker också i nordöstlig riktning till trakterna kring Lviv och Ternopil. 
För dem som stannade kvar i sina otillgängliga hembyar förvärrades de problem som inavel redan skapat. Det värsta slaget för lemkerna i Polen kom emellertid efter andra världskriget. Den ukrainska nationalistiska rebellarmén hade under detta ett av sina främsta fästen i lemkernas hemtrakter. Dessa kom därför att förknippas med rebellarmén och genom den s.k. Operation Wisła avfolkades hela den lemkiska regionen under 1947 och lemkerna tvångsförflyttades till norra Polen och de tidigare tyska områdena i Schlesien. Några deporterades till Ukraina och även till det tidigare tyska och efter kriget sovjetiska Ostpreussen. 
År 1956 tilläts en liten grupp flytta tillbaka, men frågan om lemkernas rättigheter och möjligheter att överleva som en etnisk grupp var i praktiken frusen till kommunismens fall 1989. 
År 1848 inrättades ett rutenskt institut vid universitetet i Lemberg, nuvarande Lviv (Львів). Rusinskan skrivs med samma kyrilliska alfabet som ukrainska, men språken skiljer sig väsentligt åt. Ett fåtal skolor har nu undervisning i den lemkiska varianten av rutenska, men den officiella polska inställningen är att deras kulturella behov redan tillgodoses genom de rättigheter som den ukrainska minoriteten åtnjuter och officiellt betraktas lemkerna som en del av denna.